# گون‌یازی (جیحان)
گون‌یازی (به ترکی استانبولی: Günyazı) (به کردی: Veysiye) یک منطقهٔ مسکونی در ترکیه است که در جیحان واقع شده‌است.